# Clytie terrulenta
Clytie terrulenta är en fjärilsart som beskrevs av Hugo Theodor Christoph 1893. Clytie terrulenta ingår i släktet Clytie och familjen nattflyn. Inga underarter finns listade i Catalogue of Life.